# Exallostreptus vanzolinii
Exallostreptus vanzolinii är en mångfotingart som beskrevs av Hoffman 1988. Exallostreptus vanzolinii ingår i släktet Exallostreptus och familjen Spirostreptidae. Inga underarter finns listade i Catalogue of Life.